# De Gyldne Laurbær
De Gyldne Laurbær (eller Boghandlernes Gyldne Laurbær) er en dansk litterær pris. Hvert år i starten af januar udsendes der stemmeseddel til samtlige Danmarks boghandlere, og i slutningen af januar optælles de indkomne stemmer.
Der stemmes efter disse præmisser: ”Giv din stemme til en nulevende dansk forfatter, der i år har udsendt en skønlitterær bog, som efter din bedømmelse vil vinde en plads i litteraturen, og som fortjener al den påskønnelse og opmuntring, som vi boghandlere og medhjælpere gennem denne manifestation kan bidrage til. Prisen kan kun vindes én gang, og der kan således ikke stemmes på tidligere vindere”.
Den forfatter, der får flest stemmer - efter de gældende præmisser - vinder De Gyldne Laurbær for det netop overståede kalenderår.
Selve laurbærkransningen finder sted ved en fest i marts / april måned, hvor laureatens forlag og foreningen er værter. Ved festen modtager laureaten de synlige beviser på sin hæder: En laurbærkrans, et diplom og et boggavekort på 2.500 kr.
Dagen, hvor optællingen foregår, kulminerer med, at forfatteren overraskes med det glade budskab af formanden for "De Gyldne Laurbær" og et talstærkt pressekorps.
Ved den traditionsrige fest holdes der et antal faste taler; en festtale ved en kulturpersonlighed, tale og laurbærkransning ved foreningens formand, laureatens takketale, tale ved laureatens forlægger og en boghandler holder tale på vegne af alle landets boghandlere.

## Vindere
- 1949 – Martin A. Hansen for Tanker i en skorsten
- 1950 – H.C. Branner for Rytteren
- 1951 – Jacob Paludan for Retur til barndommen
- 1952 – Karen Blixen for Babettes gæstebud
- 1953 – Aage Dons for Altid at spørge
- 1954 – Tom Kristensen for Den sidste lygte
- 1955 – Tove Ditlevsen for Kvindesind
- 1956 – Karl Bjarnhof for Stjernen blegner
- 1957 – Halfdan Rasmussen for Tosserier (7. samling)
- 1958 – Frank Jæger for Velkommen, Vinter
- 1959 – Willy-August Linnemann for Døden maa have en aarsag
- 1960 – Palle Lauring for Historiske portrætter
- 1961 – Marcus Lauesen for Mor
- 1962 – Poul Ørum for Natten i ventesalen
- 1963 – Jakob Bech Nygaard for Natten er nådig
- 1964 – Erik Aalbæk Jensen for Perleporten
- 1965 – Thorkild Hansen for Jens Munk
- 1966 – Klaus Rifbjerg for Operaelskeren
- 1967 – Jens Kruuse for Danmark i digtning og kunst
- 1968 – Anders Bodelsen for Tænk på et tal
- 1969 – Inger Christensen for Det
- 1970 – Leif Panduro for Daniels anden verden
- 1971 – Henrik Stangerup for Løgn over løgn
- 1972 – Christian Kampmann for En tid alene
- 1973 – Anna Ladegaard for Egoisterne
- 1974 – Benny Andersen for Personlige papirer
- 1975 – Bo Bramsen for Huset Glücksborg i 150 år
- 1976 – Dea Trier Mørch for Vinterbørn
- 1977 – Ebbe Kløvedal Reich for Fæ og frænde
- 1978 – Vita Andersen for Hold kæft og vær smuk
- 1979 – Johannes Møllehave for Læsehest med æselører
- 1980 – Tage Skou-Hansen for Over stregen
- 1981 – Suzanne Brøgger for Tone
- 1982 – Kirsten Thorup for Himmel og helvede
- 1983 – Dorrit Willumsen for Marie
- 1984 – Cecil Bødker for Marias barn. Drengen og Marias barn. Manden
- 1985 – Helle Stangerup for Christine
- 1986 – Paul Hammerich for Lysmageren
- 1987 – Martha Christensen for Dansen med Regitze
- 1988 – Bjarne Reuter for Den cubanske kabale
- 1989 – Ib Michael for Kilroy, Kilroy
- 1990 – Peter Seeberg for Rejsen til Ribe
- 1991 – Leif Davidsen for Den sidste spion
- 1992 – Lise Nørgaard for Kun en pige
- 1993 – Peter Høeg for De måske egnede
- 1994 – Jørn Riel for Cirkulæret
- 1995 – Henrik Nordbrandt for Ormene ved himlens port
- 1996 – Carsten Jensen for Jeg har set verden begynde
- 1997 – Jane Aamund for Colorado drømme
- 1998 – Jens Christian Grøndahl for Lucca
- 1999 – Svend Åge Madsen for Genspejlet
- 2000 – Anne Marie Løn for Kærlighedens rum
- 2001 – Hans Edvard Nørregård-Nielsen for Riber Ret
- 2002 – Jakob Ejersbo for Nordkraft
- 2003 – Jette A. Kaarsbøl for Den lukkede bog
- 2004 – Christian Jungersen for Undtagelsen
- 2005 – Morten Ramsland for Hundehoved
- 2006 – Knud Romer for Den som blinker er bange for døden
- 2007 – Jens Smærup Sørensen for Mærkedage
- 2008 – Hanne-Vibeke Holst for Dronningeofret
- 2009 – Ida Jessen for Børnene
- 2010 – Jussi Adler-Olsen for Journal 64
- 2011 – Helle Helle for Dette burde skrives i nutid
- 2012 – Kim Leine for Profeterne i Evighedsfjorden
- 2013 – Anne-Cathrine Riebnitzsky for Forbandede yngel
- 2014 – Sara Blædel for Kvinden de meldte savnet
- 2015 – Jesper Stein for Aisha[2]
- 2016 – Merete Pryds Helle for Folkets skønhed[3]
- 2017 – Jesper Wung-Sung for En anden gren[4]
- 2018 – Leonora Christina Skov for Den, der lever stille[5]
- 2019 – Sara Omar for Skyggedanseren[6]
- 2020 – Stine Pilgaard for Meter i sekundet[7]
- 2021 – Thomas Korsgaard for Man skulle nok have været der[8]
- 2022 – Maren Uthaug for 11%[9]
- 2023 – Kim Blæsbjerg for De bedste familier[10]
- 2024 – Benjamin Koppel for Sommerfuglens stemme[1]